# سوهان‌پوست‌ها
سوهان‌پوست‌ها (نام علمی: Scyliorhinus) نام یک سرده از تیره گربه‌کوسه است.